# Dichapetalum rudatisii
Dichapetalum rudatisii är en tvåhjärtbladig växtart som beskrevs av Adolf Engler. Dichapetalum rudatisii ingår i släktet Dichapetalum och familjen Dichapetalaceae. Inga underarter finns listade i Catalogue of Life.